# Inkomysz malowana
Inkomysz malowana (Auliscomys pictus) – gatunek ssaka z podrodziny bawełniaków (Sigmodontinae) w obrębie rodziny chomikowatych (Cricetidae), zasiedlający górskie i wyżynne tereny Ameryki Południowej.

## Zasięg występowania
Inkomysz malowana występuje w Andach środkowego i południowego Peru oraz zachodniej Boliwii.

## Taksonomia
Gatunek po raz pierwszy zgodnie z zasadami nazewnictwa binominalnego opisał w 1884 roku brytyjski zoolog Oldfield Thomas nadając mu nazwę Rheithrodon pictus. Holotyp pochodził z Junín, na wysokości 13 700 ft (4176 m), w Regionie Junín, w Peru. 
Autorzy Illustrated Checklist of the Mammals of the World uznają ten takson za gatunek monotypowy.

### Etymologia
- Auliscomys: gr. αυλις aulis „rowek, bruzda”, prawdopodobnie od αυλαξ aulax, αυλακος aulakos „bruzda”; μυς mus, μυος muos „mysz”[8].
- pictus: łac. pictus „pomalowany”, od pingere „malować”[9].

## Morfologia
Długość ciała (bez ogona) 100–133 mm, długość ogona 83–102 mm, długość ucha 21–24 mm, długość tylnej stopy 25–27 mm; masa ciała 44–60 g. 

## Ekologia
Lubi obszary skaliste, zakrzewione, a także tereny użytków zielonych – zarówno w siedliskach suchych górskich, jak i wilgotnych. Zazwyczaj spotykany na dużych wysokościach – od 3400 do 4900 m. n.p.m..